# Kubán
Kubán (en ruso: Кубань; en adigués: Пшызэ) es una región histórica y geográfica del sur de Rusia que rodea al río Kubán, entre el mar Negro, la estepa póntica, el delta del Volga y el Cáucaso septentrional. El krai de Krasnodar a menudo es denominado así, tanto de manera oficial como oficiosa, aunque el término no es exclusivo del krai y se adapta a las repúblicas de Adigueya, Karacháyevo-Cherkesia y partes del krai de Stávropol.

## Asentamiento cosaco
El asentamiento de Kubán y de la región adyacente al mar Negro se produjo gradualmente por poco más de un siglo y fue uno de los resultados de los conflictos entre los imperios ruso y turco-otomano. A mediados del siglo XVIII, el área fue poblada predominantemente por tribus de las montañas adigueyas. Después de la guerra ruso-turca de 1768-1774, la población de la zona comenzó a mostrar tendencias más prorrusas.
Con tal de poner fin a las ambiciones de Turquía de utilizar la región de Kubán para facilitar su regreso a Crimea, Rusia empezó a establecer una red de fortificaciones a lo largo del río Kuán en la década de 1770. Después de la anexión rusa de Crimea, de la orilla derecha del Kubán y de la península de Tamán en 1783, el río Kubán se convirtió en la frontera del Imperio ruso. Nuevas fortalezas fueron construidas a lo largo del Kubán en las décadas de 1780-1790.
Hasta la década de 1790, estas fortalezas y los asentamientos cosacos abandonados en el río Laba y en Tamán eran el único indicio de la presencia rusa en la zona. En 1792-1794 dio comienzo una colonización intensiva, cuando los cosacos del Mar Negro y los del Don fueron reasentados en esta área por el gobierno ruso para reforzar las fronteras del sur.
Al final del siglo XVIII y comienzos del XIX, la margen derecha del río Kubán fue incorporada completamente. Al mismo tiempo aparecieron los primeros asentamientos en la costa del mar Negro y en la llanura entre el Kubán y el Bolshaya Labá. Durante la segunda mitad del siglo XIX, los asentamientos se intensificaron y el territorio fue organizado administrativamente en el óblast de Kubán y el ókrug del Mar Negro (que más tarde se convirtió en la gubernia de Chernomore). La inmigración de rusos étnicos fue facilitada principalmente por la limpieza étnica de los pueblos circasianos por Rusia después de haber conquistado Circasia a mediados del siglo XIX.[cita requerida]
La ubicación del territorio a lo largo de la frontera tuvo un efecto significativo en su división administrativa, que incorporó los elementos de los gobiernos civiles y militares.